# 사무관리
사무관리(事務管理)는 관리자가 법률상 또는 계약상 의무없이 타인을 위하여 사무를 처리함으로써 관리자와 본인 사이에 생기는 법정채권관계로서, 법률요건의 하나이다. 미국에서는 사무관리·부당이득의 문제에 해당하는 "원상회복법"(restitution)이 있다.

## 개요
미아(迷兒)를 돌보거나 부재중의 이웃 사람에게 보내 온 편지나 소포를 받을 경우 그것이 자기 또는 제3자를 위해서 한 행위라면 불법성을 띠게 되지만 본인을 위한 것이라면 불법행위가 되지 아니한다. 이러한 점은 관리자의 행위가 법률행위이거나 위와 같은 사실행위이거나 다를 바가 없다. 결국 사무관리는 마치 위임 기타의 계약에 기하여 타인의 사무를 처리하는 경우와 같이 적법시(適法視)되는 것이며 이런 점에서 준법률행위(準法律行爲) 등으로 불릴 때가 있다. 민법도 이것을 전제로 하면서 본인과 관리자의 이해를 조정하기 위하여 다음과 같이 규정하고 있다. 사무관리를 개시한 자는 지체 없이 그 사실을 본인에게 통지함과 동시에(736조), 본인의 의사가 불명할 때는 본인에게 가장 이익 되는 방법으로 관리하여야 하며(734조), 또한 본인이 관리할 수 있을 때까지 관리를 계속하여야 하고(737조), 이 일을 태만히 하여 본인에게 손해를 끼치게 되면 배상책임을 진다(예외：737조 단서). 이 밖에 본인의 보호를 위해 위임에서의 수임인(受任人)의 보고 의무, 취득물의 인도·이전 의무와 금전소비의 경우의 책임규정이 관리자에게도 준용되고 있다(738조). 다음에 관리자를 위해서는 유익비(有益費) 상환청구권, 본인을 위해서 부담한 필요 유익한 채무의 변제 또는 담보제공의 청구권이 인정되고 있으나 본인의 의사에 반해서 관리를 했을 때는 본인은 현존이익(現存利益)의 한도 내에서 위의 청구에 응하면 된다(739조).

## 준사무관리
일민법은 타인의 사무라는 것을 알면서 자기의 이익을 위하여 관리한 경우에 관하여 규정을 두어, 본인의 보호를 위하여 관리자는 사무관리에서와 같은 의무를 본인에 대하여 지도록 했다(독일민법 687조 2항). 이것이 준사무관리이며 이러한 규정하에서는 타인의 특허권이나 상표권을 함부로 사용해서 얻은 순이익은 권리자 본인에게 상환하게 된다. 이와 같은 결과는 부당이익 혹은 불법행위의 규정에 의해서도 이룰 수 있으므로 준사무관리라는 법적 구성은 불필요하다는 학설도 적지 않다. 이 점에 관한 상급심(上級審) 판결은 아직 없으나 하급심(下級審)의 판결 중에는 타인의 상호·상표를 함부로 사용해서 얻은 순이익을 부정경쟁 행위에 의해 권리자 본인이 받은 손해로서 배상을 명한 것은 있다.

## 공법상 사무관리
사무관리의 유형은 1. 행정주체의 다른 행정주체를 위한 사무관리, 2. 행정주체의 사인을 위한 사무관리, 3. 사인의 행정주체를 위한 사무관리 4. 사인의 다른 사인을 위한 사무관리로 구분된다. 공법상 사무관리를 행한 행정기관은 통지의무를 지고, 비용상환청구권을 갖는다.

## 같이 보기
- 로마법
- 대리